# Renault Kiger
Renault Kiger — бюджетный субкомпактный кроссовер компании Renault, производимый с 2021 года.

## Описание
18 ноября 2020 года был представлен концепт-кар Showcar. Серийно автомобиль производится с 28 января 2021 года в Нью-Дели. Модель базируется на платформе CMF -A+.
Автомобиль оснащается бензиновыми двигателями внутреннего сгорания B4D и HRA0. Трансмиссии — 5-ступенчатая МКПП и вариатор.
В Индонезии модель производится с августа 2021 года.

## Галерея

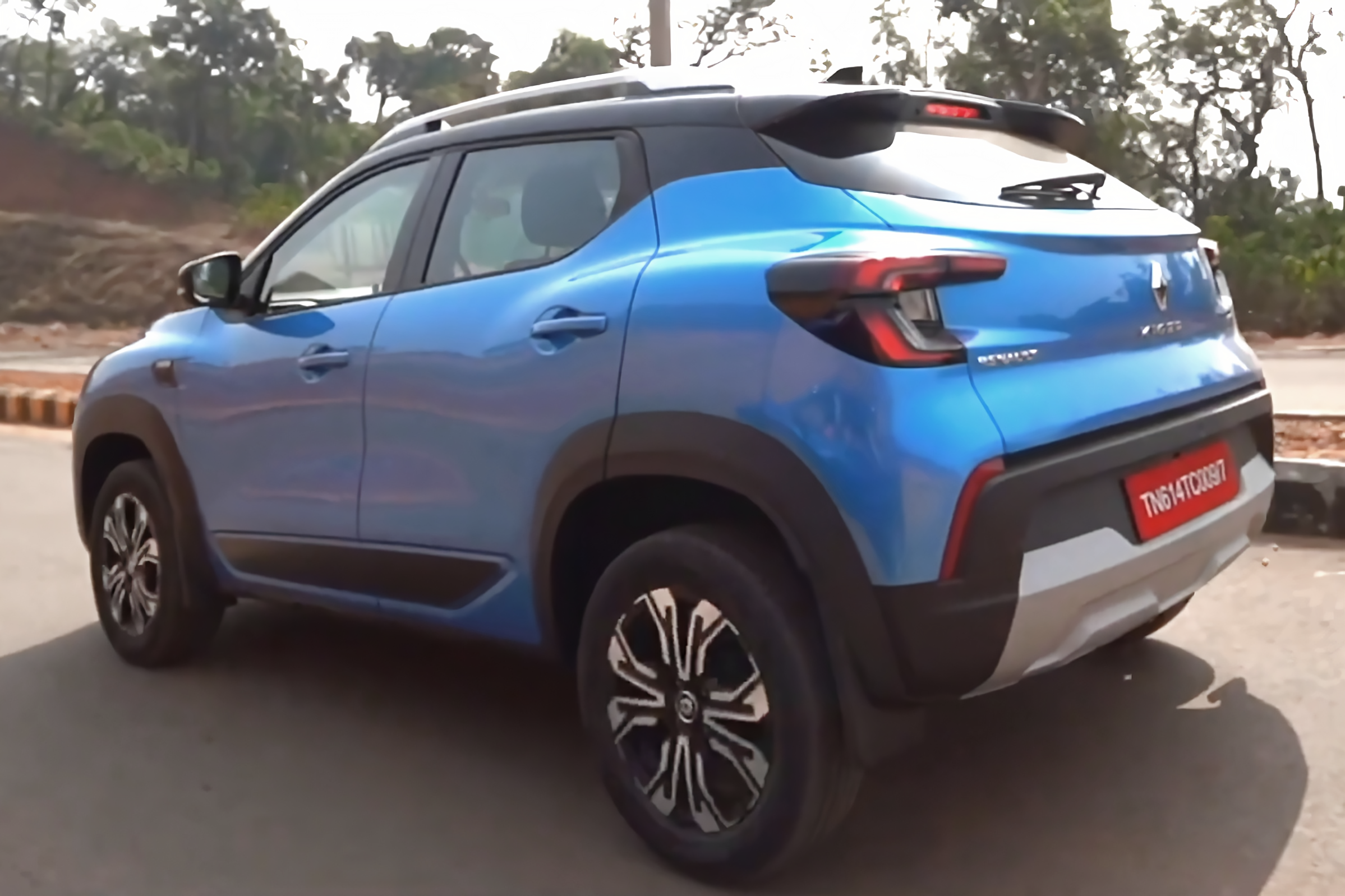
Вид сзади
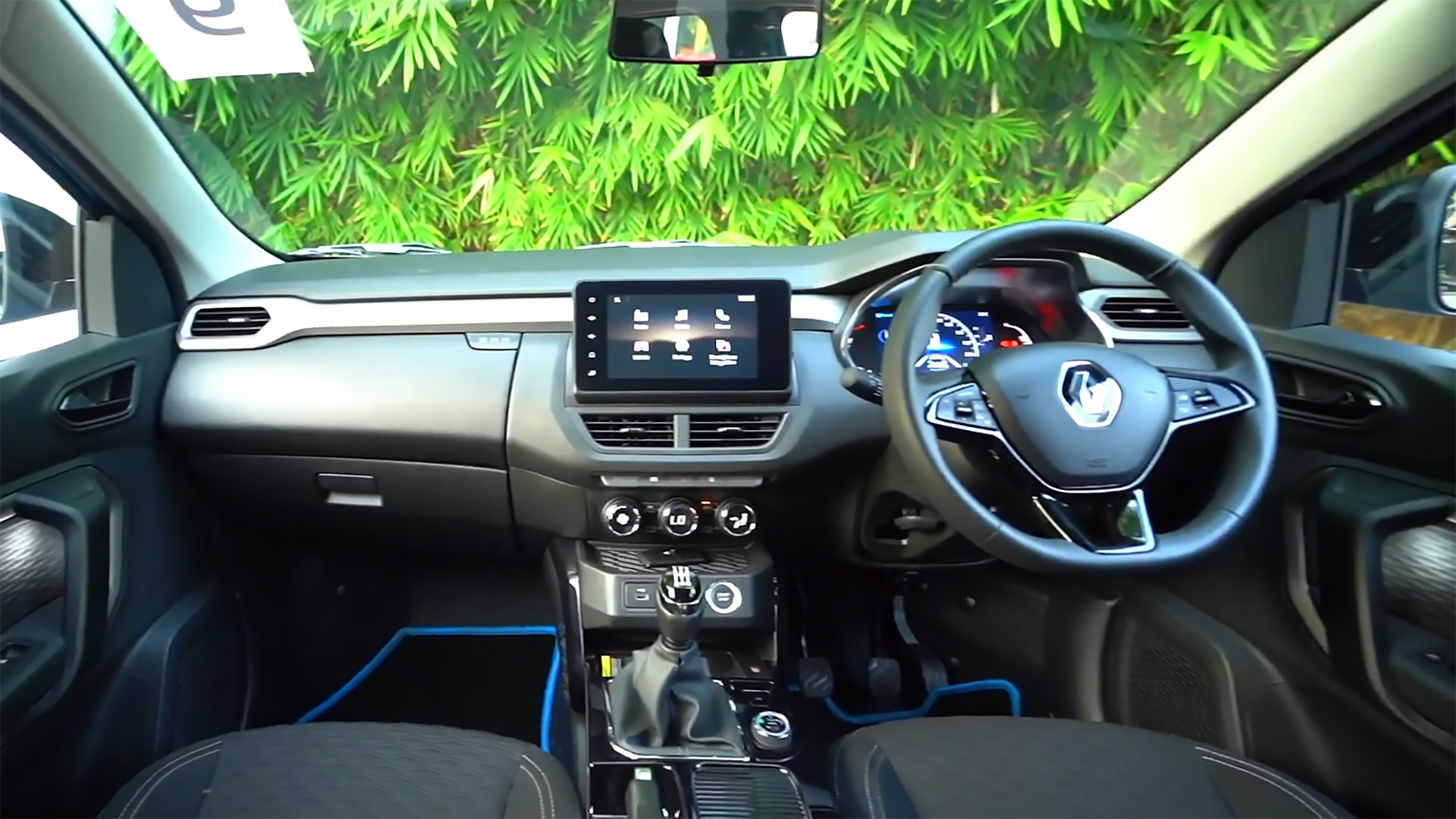
Место водителя